# Parque nacional Hoge Kempen
El parque nacional Hoge Kempen (en neerlandés: Nationaal Park Hoge Kempen) es el primer parque nacional en la región flamenca de Bélgica. Se encuentra en el este de la provincia de Limburgo, entre Genk y el valle del río Mosa.
Fue establecido en marzo de 2006. Cubre casi 60 kilómetros cuadrados, que forma parte de la red Natura 2000. El área es principalmente brezales y bosques de pinos. En mayo de 2011, fue colocado en la Lista Tentativa de la UNESCO para su consideración como Patrimonio de la Humanidad.